# Florian Vachon
Pour les articles homonymes, voir Vachon.
Florian Vachon, né le 2 janvier 1985 à Montluçon (Allier), est un coureur cycliste français, actif entre 2008 et 2020.

## Biographie
Membre de l'Entente Cycliste Montmarault Montluçon lorsqu'il est amateur, Florian Vachon commence sa carrière professionnelle en 2008 dans l'équipe Roubaix Lille Métropole. Il remporte sa première victoire professionnelle l'année suivante, lors d'une étape du Tour du Gévaudan. 
Il rejoint en 2010 la formation Bretagne-Schuller. En avril, il remporte une étape du Circuit des Ardennes puis monte sur le podium de deux manches de la Coupe de France : il se classe deuxième du Grand Prix de Denain et gagne le Tour du Finistère. Le lendemain de cette course, il est cinquième du Tro Bro Leon, ce qui lui permet de prendre la première place du classement de la Coupe de France. Il conserve cette place jusqu'en septembre. Le Colombien Leonardo Duque prend alors la tête du classement à l'issue du Tour du Doubs. Duque remporte la Coupe de France devant Vachon, deuxième. Durant cette saison, Florian Vachon gagne également une étape de la Route du Sud.
En 2011, l'équipe Bretagne-Schuller devient une équipe continentale professionnelle, ce qui lui permet d'être invitée à participer à des compétitions de l'UCI World Tour. Florian Vachon prend ainsi part à Paris-Nice. Il finit sa saison 2011 le 17 décembre par le cyclo-cross de Bien Assis à Montluçon, où il termine à la septième position.
La saison 2012 voit Florian Vachon remporter la Classic Loire-Atlantique, la 1re étape du Critérium international et Paris-Bourges en fin d'année.
En 2013, il se classe deuxième des Quatre Jours de Dunkerque et 3e des Boucles de la Mayenne.
Au cours de la saison 2014, il participe pour la première fois au Tour de France et termine l'épreuve à la 103e position du classement général.
Vachon est sélectionné pour la course en ligne des championnats du monde 2015 de Richmond. Les chefs de file français sont les sprinteurs Nacer Bouhanni et Arnaud Démare ainsi que les puncheurs Julian Alaphilippe et Tony Gallopin. Pour le sélectionneur Bernard Bourreau, le rôle de Vachon dans la course est de s'occuper de « l'assistance générale », chargé de transmettre les informations au sein de l'équipe.
En juillet 2017, il est présélectionné par Cyrille Guimard pour participer aux championnats d'Europe de cyclisme sur route. Le 4 août, la formation Fortuneo-Oscaro annonce qu'elle prolonge son contrat pour une durée de 2 ans.
Il arrête sa carrière à l'issue de la saison 2020 et se reconvertit dans l'immobilier, ainsi que la construction et la rénovation de maisons, tout en restant actif dans le milieu du cyclisme au sein du comité régional Auvergne-Rhône Alpes.

## Palmarès
- 2002
  - 2e étape du Tour des Pays d’Olliergues et d’Arlanc
  - Classique des Alpes juniors
- 2003
  - 2e (contre-la-montre) et 3e étapes du Tour des Pays d’Olliergues et d’Arlanc
  - 2e du Tour des Pays d’Olliergues et d’Arlanc
  - 3e du Circuit des Boulevards
- 2004
  - 1re étape du Loire-Atlantique espoirs
- 2005
  - Huriel-Jalesches
  - 4e étape du Tour de la Creuse
  - 3e du Souvenir Jean-Graczyk
- 2006
  - Circuit des Communes de la Vallée du Bédat
  - 2e du Souvenir Jean-Graczyk
- 2007
  - Circuit boussaquin
  - 3e et 4e étapes du Tour du Haut-Anjou
  - 3e étape du Tour du Pays Roannais
  - 2e du Tour du Charolais
  - 2e de Paris-Tours espoirs
  - 3e de la Ronde du Pays basque
  - 3e du Trophée de la ville de Cusset
  - 8e du championnat du monde sur route espoirs
- 2008
  - 2e du Grand Prix de Beuvry-la-Forêt
  - 3e du Grand Prix d'Availles-Limouzine
- 2009
  - 3e étape du Tour du Gévaudan
- 2010
  - Circuit boussaquin
  - Tour du Finistère
  - 4e étape du Circuit des Ardennes
  - 1re étape de la Route du Sud
  - 2e du Souvenir Louison-Bobet
  - 2e du Grand Prix de Denain
  - 2e de la Coupe de France
- 2011
  - 3e de la Ronde de l'Oise
- 2012
  - Classic Loire-Atlantique
  - 1re étape du Critérium international
  - Paris-Bourges
- 2013
  - 2e des Quatre Jours de Dunkerque
  - 3e des Boucles de la Mayenne
- 2014
  - Classic Sud Ardèche
- 2015
  - 2e du Tour de l'Ain
- 2016
  - 3e du Tro Bro Leon
- 2020
  - Grand Prix de Lillers-Souvenir Bruno Comini

## Résultats sur les grands tours

### Tour de France
6 participations
- 2014 : 103e
- 2015 : 88e
- 2016 : 105e
- 2017 : 103e
- 2018 : 99e
- 2019 : 123e

## Classements mondiaux
| Année           | 2007 | 2008 | 2009 | 2010 | 2011 | 2012 | 2013 | 2014 | 2015 | 2016 |
| --------------- | ---- | ---- | ---- | ---- | ---- | ---- | ---- | ---- | ---- | ---- |
| UCI Europe Tour | 298e | 418e | 197e | 27e  | 220e | 38e  | 54e  | 153e | 66e  | 265e |